# 550年代
| 千纪： | 1千纪                                                                                  |
| 世纪： | 5世纪 \| 6世纪 \| 7世纪                                                                |
| 年代： | 520年代 \| 530年代 \| 540年代 \| 550年代 \| 560年代 \| 570年代 \| 580年代              |
| 年份： | 550年 \| 551年 \| 552年 \| 553年 \| 554年 \| 555年 \| 556年 \| 557年 \| 558年 \| 559年 |

## 大事记
- 约550年托尔特克帝国在墨西哥诞生。
- 拜占庭帝国恢复对意大利的统治。
- 蚕被偷渡到欧洲。
- 北齐建立。

## 出生
- 554年：推古天皇，日本第33代天皇

## 逝世
- 551年：元善見，東魏孝靜帝